# Josie e le Pussycats
Josie e le Pussycats (Josie and the Pussycats) è una serie televisiva animata statunitense del 1970, creata da Dan DeCarlo e Richard Goldwater.
Basata sull'omonima serie a fumetti Josie and the Pussycats, edita dalla Archie Comics. Nel 2001 ne è stato tratto un film in live action, Josie and the Pussycats.

## Produzione
La serie a fumetti della Archie era incentrata sulle avventure della teenager Josie e delle sue amiche, Melody e Pepper. Quando nella serie animata Archie e Sabrina (The Archie Show) le canzoni del gruppo fittizio The Archies incominciarono ad avere un certo successo, la Hanna-Barbera decise di realizzare una nuova serie musicale basata su altri personaggi della Archie. Fu scelta così Josie la cui serie venne modificata eliminando alcuni personaggi come Pepper e rendendola più simile alla serie animata di Archie introducendo Valerie, Alexandra e gli altri provenienti dalla serie animata.
Nel 1972 venne prodotto e distribuito un sequel, Josie e le Pussycats nello spazio (Josie and the Pussycats in Outer Space), dove le avventure del gruppo si spostano nello spazio; questa seconda serie si compone di 16 episodi.

## Trama

### Josie e le Pussycats
(Intro in tutti gli episodi)
Josie and the Pussycats è una band musicale pop formata da tre ragazze, la chitarrista Josie, la tamburellista Valerie e la batterista Melody che, durante le pause dei loro tour, si imbattono in misteri e strane avventure. I comprimari sono il codardo manager Alexander Cabot III, sua sorella Alexandra e il loro aitante autista Alan M, oltre a Sebastiano, il gatto dei Cabot.

### Josie e le Pussycats nello spazio
(Intro in tutti gli episodi)
 Il sequel vede i personaggi lanciati involontariamente nello spazio, dove visiteranno diversi pianeti e i loro abitanti con lo scopo di tornare presto a casa; inoltre si aggiunge all'avventura l'alieno Bleep. Gli episodi 10, 13 e 16 non sono mai stati doppiati in italiano, né trasmessi.

## Personaggi
- Josie McCoy: rossa chitarrista e leader della band. Ha una cotta per Alan.
- Melody Valentine: bionda batterista del gruppo, sempre allegra e ottimista: non è molto intelligente, tuttavia a volte è in grado di captare i pericoli.
- Valerie Brown: ragazza afro-americana che suona il tamburello; è la più intelligente della band, e all'occorrenza sa dimostrarsi una brava meccanica.
- Alexander Cabot III:  manager del gruppo, fondamentalmente buono, è però anche un gran codardo; è attratto da Melody.
- Alexandra Cabot: sorella di Alexander, è convinta che la girlband deve tutto il successo a lei; complotta contro le tre musiciste, soprattutto Josie, per attirare su di sé le attenzioni del pubblico e di Alan.
- Alan M. Mayberry: affascinante autista della band, concupito sia da Josie sia da Alexandra.
- Sebastiano, il gatto: pestifero gatto di Alexandra, spesso l'aiuta nei suoi piani.
- Bleep: soffice alieno di colore blu con le estremità rosa. Emette un suono "bip" (da cui il suo nome) che solo Melody può capire. Bleep può anche generare onde sonore invisibili dalla bocca e dagli occhi. Fa la sua prima apparizione nel primo episodio del sequel Josie e le Pussycats nello spazio.

## Doppiaggio
| Nome del personaggio | Doppiatore originale                            | Doppiatore italiano |
| -------------------- | ----------------------------------------------- | ------------------- |
| Josie McCoy          | Janet Waldo (voce) Catherine Dougherty (canto)  | Germana Dominici    |
| Melody Valentine     | Jackie Joseph (voce) Cheryl Ladd (canto)        | Isabella Pasanisi   |
| Valerie Brown        | Barbara Pariot (voce) Patricia Holloway (canto) | Emanuela Rossi      |
| Alexander Cabot III  | Casey Kasem                                     | Mauro Gravina       |
| Alexandra Cabot      | Sherry Alberoni                                 | Serena Verdirosi    |
| Alan M. Mayberry     | Jerry Dexter                                    | Piero Tiberi        |
| Sebastian, il gatto  | Don Messick                                     | Deddi Savagnone     |

## Episodi

### Josie e le Pussycats
| nº | Titolo originale                 | Titolo italiano                           | Messa in Onda     |
| -- | -------------------------------- | ----------------------------------------- | ----------------- |
| 01 | The Nemo's a No-No Affair        | Un affare sbagliato                       | 12 settembre 1970 |
| 02 | A Greenthumb is not a Goldfinger | "Pollice verde" non vuol dire Gold Finger | 19 settembre 1970 |
| 03 | The Secret Six Secret            | Il segreto dei 6 segreti                  | 26 settembre 1970 |
| 04 | Swap plot Flop                   | Un baratto senza successo                 | 3 ottobre 1970    |
| 05 | The Midas Mix-Up                 | La confusione di Mida                     | 10 ottobre 1970   |
| 06 | X marks the spot                 | "X" segna un punto                        | 17 ottobre 1970   |
| 07 | Chili Today and Hot Tamale       | Pepe a colazione, calore a profusione     | 24 ottobre 1970   |
| 08 | Never Mind a Master Mind         | Masterminde il professore                 | 31 ottobre 1970   |
| 09 | Plateau of the Apes Plot         | La piana delle scimmie                    | 7 novembre 1970   |
| 10 | Strangemoon over Miami           | Una strana luna su Miami                  | 14 dicembre 1970  |
| 11 | All Wong in Hong Kong            | Tutto Wong a Hong Kong                    | 21 dicembre 1970  |
| 12 | Melody Memory Mix-Up             | Melody e i suoi ricordi                   | 28 dicembre 1970  |
| 13 | The Great Pussycat Chase         | La grande caccia delle Pussycats          | 5 gennaio 1971    |
| 14 | Spy School Spoof                 | C'è una spia nella scuola                 | 12 gennaio 1971   |
| 15 | The Jumpin' Jupiter Affair       | Il caso Giove                             | 19 gennaio 1971   |
| 16 | Don't Count on a Countess        | Non contate sulla contessa                | 26 gennaio 1971   |

### Josie e le Pussycats nello spazio
| nº | Titolo originale                      | Titolo italiano                        | Messa in Onda     |
| -- | ------------------------------------- | -------------------------------------- | ----------------- |
| 01 | Where's Josie?                        | Dov'è Josie?                           | 12 settembre 1972 |
| 02 | Make Way for the Multi-Men            | Il pianeta addormentato                | 19 settembre 1972 |
| 03 | The Sleeping Planet                   | La fabbrica dei multi-robots           | 26 settembre 1972 |
| 04 | Alien Alan                            | Alan, l'alieno                         | 3 ottobre 1972    |
| 05 | The Water Planet                      | Il pianeta acqua                       | 10 ottobre 1972   |
| 06 | The Sun Haters                        | I nemici del sole                      | 17 ottobre 1972   |
| 07 | The Mini-Man Menace                   | La minaccia dei mini-robots            | 24 ottobre 1972   |
| 08 | The Space Pirates                     | Il pirata spaziale                     | 31 ottobre 1972   |
| 09 | Anything You Can Zoo                  | Tutti nello zoo                        | 7 novembre 1972   |
| 10 | Now You See Them, Now You Don't       | Ora li vedi, ora no                    | 14 dicembre 1972  |
| 11 | The Four-Eyed Dragon of Cygnon        | Il terribile drago di Cygnon           | 21 dicembre 1972  |
| 12 | The Forward Backward People of Xarock | Il misterioso raggio avanti e indietro | 28 dicembre 1972  |
| 13 | The Hollow Planet                     | Il pianeta vuoto                       | 5 gennaio 1973    |
| 14 | All Hail Goddess Melody               | Salute a te! Dea Melody                | 12 gennaio 1973   |
| 15 | Outer Space Ark                       | Arkopos il dominatore degli animali    | 19 gennaio 1973   |
| 16 | Warrior Women of Amazonia             | Le Amazzoni                            | 26 gennaio 1973   |